# Grjothovden
De Grjothovden is een berg behorende bij de gemeente Lom in de provincie Oppland in Noorwegen. De berg, gelegen in Nationaal park Jotunheimen, heeft een hoogte van 1748 meter.
De Grjothovden is onderdeel van het gebergte Jotunheimen.